# Ernest Chuard

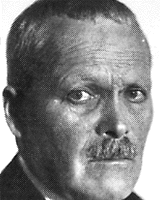
Ernest Chuard

Ernest Louis Chuard (* 31. Juli 1857 in Corcelles-près-Payerne; † 9. November 1942 in Lausanne; heimatberechtigt in Corcelles-près-Payerne) war ein Schweizer Politiker (FDP), Agrarökonom und Chemieingenieur. Mehrere Jahrzehnte war er als Forscher und Dozent tätig, ebenso als Professor an der Universität Lausanne, deren naturwissenschaftliche Fakultät er vorübergehend leitete. Von 1907 bis 1919 war er Nationalrat, ab 1912 parallel dazu Staatsrat des Kantons Waadt. Nach seiner überraschenden Wahl in den Bundesrat gehörte er diesem von 1920 bis 1928 an. Während seiner gesamten Amtszeit in der Landesregierung stand er dem Departement des Innern vor. 1924 amtierte er als Bundespräsident.

## Biografie

### Studium und wissenschaftliche Tätigkeit
Sein Vater Louis Chuard war Landwirt und ein einflussreicher Politiker, der unter anderem als Gemeindepräsident von Corcelles und als Waadtländer Staatsrat amtierte. Seine Mutter Suzanne Rapin starb, als Ernest zwölf Jahre alt war. Die Primarschule und die Sekundarschule absolvierte er im benachbarten Payerne. 1875 schloss er die École industrielle in Lausanne mit Auszeichnung ab und studierte Chemieingenieurwesen an der technischen Fakultät der Lausanner Akademie. 1879/80 setzte er sein Studium an der Universität Würzburg fort. Während seiner Studienzeit gehörte er der Verbindung Helvetia an. Ab 1880 war Chuard als Assistent am Chemielaboratorium der Universität Würzburg tätig, ab 1882 unterrichtete er Physik an der École industrielle. Von 1884 bis 1899 war er Chemielehrer am kantonalen Gymnasium und an der Waadtländer Landwirtschaftsschule.
An der Akademie, die 1890 in die Universität Lausanne umgewandelt wurde, lehrte Chuard als ausserordentlicher Professor für analytische Chemie und angewandte Chemie in der Landwirtschaft. Von 1894 bis 1896 leitete er als Dekan die naturwissenschaftliche Fakultät. Chuard erforschte intensiv die Pilzkrankheiten der Weinreben, die um die Jahrhundertwende die Existenz des Waadtländer Weinbaus akut bedrohten. Als Leiter des Chemielaboratoriums der Lausanner Forschungsstation für Weinbau und später als dessen Direktor verfasste er zahlreiche Studien über Böden, Wasserhaushalt, Rebkrankheiten und Düngemittel. Hinzu kamen Vorträge und mehrere populärwissenschaftliche Werke. 1888 war er Mitbegründer der Fachzeitschrift Chronique agricole, von 1891 bis 1895 redigierte er die Revue agricole. Er präsidierte mehrere landwirtschaftliche Verbände, war Mitglied des Schulrates des Eidgenössischen Polytechnikums in Zürich (heute ETH Zürich) und Vorstandsmitglied des Schweizerischen Bauernverbandes. 1911/12 war er Direktor der Landwirtschaftsschule Champ de l’Air.
Chuard, der seit 1884 mit Amélie Pittet verheiratet war, verfolgte auch eine militärische Karriere. In der Schweizer Armee befehligte er als Major ein Füsilierbataillon, als Oberstleutnant ein Infanterieregiment. 1919 erlangte er den Rang eines Obersten.

### Kantons- und Bundespolitik
Im Vergleich zu vielen seiner Weggefährten stieg Chuard relativ spät in die Politik ein. 1890 wurde er in den Gemeinderat (Legislative) von Lausanne gewählt, den er 1894 präsidierte und dem er bis 1897 angehörte. Daraufhin folgte eine mehrjährige Pause. 1900 suchte seine Partei nach einem Nachfolger für Staatsrat Marc Ruchet. Chuard musste eine Kandidatur jedoch ablehnen, da sein Vater als Regierungsstatthalter des Bezirks Payerne amtierte und somit ein Interessenkonflikt entstanden wäre. In der Folge verfasste er unter anderem Berichte über die Wiederherstellung der von der Reblaus befallenen Weinberge. Er setzte seine politische Karriere fort und kandidierte bei den Nationalratswahlen 1907 mit Erfolg im Wahlkreis Waadt-Nord. Zusätzlich zu seinem Mandat im Nationalrat liess er sich zwei Jahre später auch ins Kantonsparlament, den Grossen Rat, wählen.
Das Kantonsparlament wählte Chuard im August 1912 in den Staatsrat (das Volk durfte die Kantonsregierung erst ab 1917 selbst bestimmen). Als Nachfolger von Camille Decoppet leitete er zunächst das Erziehungs- und Kultusdepartement, das seinen Interessen und Fähigkeiten am ehesten entsprach. Ohne Mithilfe erarbeitete er ein neues Universitätsgesetz, das 1916 in einer Volksabstimmung angenommen wurde. 1917 wechselte er ins Landwirtschafts-, Handels- und Industriedepartement. Die mangelnde Organisation der Gemeindebehörden bei der Versorgung der Bevölkerung während des Ersten Weltkriegs veranlasste ihn dazu, ein kantonales Versorgungsamt zu schaffen und den landwirtschaftlichen Anbau zu intensivieren. Zusammen mit Ferdinand Porchet gelang es ihm, die Anhängerschaft der neu gegründeten Bauernpartei zu begrenzen und die bäuerliche Bevölkerung mehrheitlich an die FDP zu binden.
Diplomatische Missionen nach Paris im Rahmen der Société suisse de surveillance économique und seine Mitgliedschaft in der Neutralitätskommission verliehen Chuard ein hohes Ansehen und das Image eines geborenen Vermittlers. Nachdem Camille Decoppet seinen Rücktritt aus dem Bundesrat erklärt hatte, versuchten Parteikollegen vergeblich, Chuard zu einer Sprengkandidatur zu überreden. Er selbst fühlte sich zu alt dafür und wollte sich eigentlich aus der Politik zurückziehen. Offizieller Kandidat der FDP war der Lausanner Stadtpräsident Paul Maillefer, dem viele Parlamentarier aber nicht vertrauten. Die Wahl durch die Bundesversammlung fand am 11. Dezember 1919 statt. Als Chuard im ersten Wahlgang 75 Stimmen erhielt (nur neun weniger als Maillefer), bat er die Parlamentarier, für den offiziellen Kandidaten zu stimmen. Diese kamen der Bitte nicht nach und wählten Chuard schliesslich im fünften Wahlgang mit 159 von 216 gültigen Stimmen (auf Maillefer entfielen 57 Stimmen). Nach eintägiger Bedenkzeit nahm er die Wahl an.

### Bundesrat
Chuard, der verschiedentlich als «Bundesrat wider Willen» bezeichnet worden ist, übernahm am 1. Januar 1920 von Gustave Ador das Departement des Innern. Dessen Aufgabenbereiche waren weit gefächert und sagten ihm aufgrund seiner beruflichen und wissenschaftlichen Erfahrung zu. Als Naturwissenschaftler war er der einzige Nichtjurist in der Regierung. Während seiner gesamten Amtszeit leitete er Gesetzesrevisionen in mehreren Bereichen. Dazu gehörten die Baupolizei, Gewässer, Betäubungsmittel, die Jagd, der Wild- und Vogelschutz sowie Wälder. Weitere Anliegen waren unter anderem das internationale Opiumabkommen, ein Staatsvertrag zur Fortführung der Rheinregulierung, der Ausbau des Basler Rheinhafens und des meteorologischen Dienstes, Stromexporte und öffentliche Bibliotheken.
Ein besonderes Anliegen Chuards war die Förderung von Kultur und Wissenschaft. Der Zuständigkeitsbereich seines Departements schloss auch den Bau öffentlicher Gebäude mit ein. Dazu gehörten Erweiterungsbauten und Laboratorien der ETH Zürich sowie das neue Bundesgerichtsgebäude in Lausanne, dessen Eröffnung er 1927 vornahm. Eines seiner nachhaltigsten Gesetzgebungsverfahren betraf Massnahmen gegen die Tuberkulose. Hingegen scheiterte 1923 die von ihm ausgearbeitete Revision des Alkoholgesetzes in einer Volksabstimmung. 1924 amtierte er als Bundespräsident, der Staatsbesuch des rumänischen Königs Ferdinand I. prägte sein Präsidialjahr.

### Weitere Tätigkeiten
Per Jahresende 1928 trat Chuard als Bundesrat zurück. Bei seiner Wahl hatte er erklärt, er sei lediglich ein «Übergangsbundesrat», blieb dann aber doch neun Jahre im Amt. Seine Nachfolge trat Marcel Pilet-Golaz an. Chuard liess sich in Lausanne nieder und übernahm ein Mandat als Verwaltungsrat des Kabelwerks in Cossonay. Er beteiligte sich in besonderem Masse an Sitzungen der wissenschaftlichen Gesellschaften des Kantons Waadt, hielt Vorträge und Reden zu verschiedenen Themen und wirkte in Baukommissionen für mehrere Kirchen mit. Daneben verfasste er zahlreiche Zeitungsartikel und historische Studien. Am 9. November 1942 verstarb er im Alter von 85 Jahren.